# Dai Shimamura
Dai Shimamura (島村 大, Shimamura Dai), né le 11 août 1960 à Ichikawa (préfecture de Chiba) et mort le 30 août 2023 à Tokyo, est un homme politique japonais, ancien membre de la chambre des conseillers.

## Biographie
Dai Shimamura est diplômé en 1985 du collège dentaire de Tokyo et a travaillé dans l'industrie jusqu'à son élection en 2011,,.
Il meurt le 30 août 2023 à l'âge de 63 ans,.